# Odalrico
Odalrico foi um conde de origem carolíngia e governante de Narbona. Governou entre 852 e 857. Foi antecedido no governo do condado por Alerán, tendo sido seguido por Hunifredo que também foi conde de Barcelona.